# Larix kaempferi
Il Larice del Giappone (Larix kaempferi) è una specie diffusa, ma introdotta perché resiste al cancro del larice. Può raggiungere i 40 metri d'altezza. 
La particolarità di questo albero è che è molto elastico, e può assumere forme molto strane.
Fu scoperto dal botanico inglese Charles Maries.